# Clermontia arborescens
Clermontia arborescens là loài thực vật có hoa trong họ Hoa chuông. Loài này được (H.Mann) Hillebr. mô tả khoa học đầu tiên năm 1888.